# فرانتس هلد
فرانتس هلد (آلمانی: Franz Held; ۶ مهٔ ۱۹۴۸) قایقران روئینگ اهل آلمان بود.
وی در مسابقات کشوری و بین‌المللی در مجموع برندهٔ ۳ مدال برنز شده‌است.